# 로베르토 베르톨
로베르토 베르톨 가라스타수(스페인어: Roberto Bertol Garrastazu; 1917년 12월 2일, 바스크 주 리사르사 ~ 1990년 3월 3일, 바스크 주 빌바오)는 스페인의 전 축구 선수이다. 그는 1940년대 아틀레틱 빌바오를 대표로 하는 선수로, 11시즌을 보냈으며 주장직도 역임한 경험이 있다.

## 클럽 경력
베르톨은 기푸스코아 도의 나바라 주 경계에 있는 소촌인 리사르사 출신이다. 그는 고향의 소규모 축구단에서 축구를 시작했다. 1936년, 그가 18세가 되던 해에 스페인 내전이 발발했다. 베르톨의 나이대 소년들은 전쟁에 참전했다. 1939년에 종전한 후, 그는 빌바오를 연고로 하는 데우스토에 입단하여 같은 해 전국 아마추어 대회를 우승했다.
내전 종전 후, 아틀레틱 빌바오는 1936년에 우승을 거둔 주축 선수들이 은퇴하거나 추방되었기 때문에 선수단을 무에서 재건할 필요가 있었다. 그래서, 빌바오는 같은 비스카이아를 연고지로 둔 2부 리그 구단들로부터 선수를 물색했다. 베르톨은 빌바오의 선수 물색 과정에서 발굴한 선수들 중 하나로, 차세대 아틀레틱의 주축 선수가 되었다. 그는 22세가 된 이튿날인 1939년 12월 3일에 스페인 1부 리그 신고식을 치렀다.
그는 프로 무대에서 10년 동안 아틀레틱 빌바오 선수로 활약했는데, 활약 기간은 1939-40 시즌부터 1949-50 시즌까지였다. 이 기간 동안, 그는 아틀레틱 역사상 가장 막강하기로 손꼽히는 선수단의 일원으로, 라파엘 이리온도, 텔모 사라, 베낭시오, 호세 루이스 파니소, 그리고 아구스틴 가인사 등과 함께했던 '역사적인 2차 전성기'의 일원이었다. 베르톨은 막강한 공격진과 수문장 레사마 등의 당대 거성들이 즐비한 선수단에서 얼굴을 덜 비춘 선수였지만, 이 선수단의 주축으로, 특히 1942-43 시즌부터 1948-49 시즌까지 맹활약을 펼쳤다. 그의 빌바오에서의 역할은 중원에 안정감을 더해주는 것이었다. 그는 현역 말년에 통솔력과 노련함을 인정받아 구단의 주장을 맡기도 했다.
베르톨이 현역 시절에 거둔 업적으로는 1942-43 시즌의 리그 우승 1940-41시즌과 1946-47 시즌의 리그 준우승, 1944년과 1945년의 컵 대회 우승, 1942년과 1949년의 컵 대회 준우승이 있었다.
그는 11시즌 동안 186경기에서 빌바오 유니폼을 입고 활약했다. 베르톨은 1949년 10월 9일에 마지막 공식 경기를 치렀다. 이 시즌에 그는 현역 무대 마지막 컵대회 우승을 거두었지만, 자주 출전 기회를 얻지는 못했다.
1950년 12월 21일, 그는 산 마메스에서 고별 경기를 치렀다.

## 국가대표팀 경력
베르톨은 스페인 국가대표팀에 두 번 차출되었다. 그의 첫 국가대표팀 경기는 1-4로 패한 1947년 1월 26일의 포르투갈전이고, 두 번째이자 마지막 경기는 1948년에 3-3 무승부를 거둔 스위스와의 경기였다.